# Paul Hand (hockeista su ghiaccio)
Paul Hand (Edimburgo, 24 novembre 1965) è un ex hockeista su ghiaccio britannico.
È il fratello maggiore di Tony Hand, considerato uno dei più forti giocatori britannici e membro della IIHF Hall of Fame, ed anche il cugino Scott Neil ha a lungo militato in squadre britanniche e nella nazionale del Regno Unito prima di divenire dirigente sportivo.

## Palmarès

### Individuale
- Miglior difensore britannico: 1

1988-1989
- BNL All-Star Team: 1

1997-1998